# USS Boise (SSN-764)
Lo USS Boise (hull classification symbol SSN-764) è un sottomarino nucleare di classe Los Angeles, seconda nave della Marina degli Stati Uniti a prendere il nome dalla città di Boise, Idaho.
Il contratto di costruzione venne assegnato alla Newport News Shipbuilding and Dry Dock Company di Newport News, (Virginia) il 6 febbraio 1987 e l'impostazione della chiglia avvenne il 25 agosto 1988. Il varo avvenne il 23 marzo 1991 sotto il patroncino della signora Louis McClure, moglie del senatore James A. McClure.

## Storia
Dopo essere stata sottoposta a prove in mare, entrò in servizio il 7 novembre 1992 con il comandante David D. Mericle al comando.
Il 2 dicembre 1997, lo USS Boise lasciò la base navale di Norfolk per eseguire uno schieramento programmato nell'Atlantico settentrionale. Il 5 gennaio 1998 Il sottomarino d'attacco di classe Los Angeles-Improved arrivò a Coulport, in Scozia, per una visita al porto di tre giorni. Successivamente il 15 gennaio, il Boise entrò a Gibilterra per eseguire uno scalo in porto dalla durata di quattro giorni. In seguito, dal 21 al 24 gennaio, fece un'ulteriore scalo nel porto di Tolone, in Francia. Il 28 gennaio, il sottomarino arrivò a La Maddalena, in Italia, per eseguire un ciclo di manutenzione dalla durata di due settimane. Successivamente partecipò all'esercitazione Dogfish dal 19 al 26 febbraio, ripartendo poi dal Mediterraneo il 2 marzo. Il 30 aprile il sottomarino arrivò alla base navale di Haakonsvern per una visita di quattro giorni a Bergen, in Norvegia. Il 1 giugno 1998 lo USS Boise tornò al porto di origine dopo un dispiegamento di sei mesi nell'AoR (aree di responsabilità) della 6ª flotta degli Stati Uniti.
Durante un'esercitazione della Joint Task Force (JTFEX) effettuata nel 1999, il Boise fu segnalato "affondato" dal sottomarino olandese, con motore diesel-elettrico, HNLMS Walrus. Nella stessa esercitazione, secondo quanto riferito, il Walrus "affondò" anche altre otto navi alleate, tra cui la portaerei USS Theodore Roosevelt e la USS Mount Whitney, nave ammiraglia della sesta flotta degli Stati Uniti.
Nel 2002 il Boise fu assegnato al gruppo d'attacco della portaerei John F. Kennedy quando il gruppo prese parte all'operazione Enduring Freedom.
Nel marzo del 2003, il sottomarino di classe Los Angeles sparò alcune delle riprese di apertura dell'Operazione Iraqi Freedom lanciando un carico completo di missili Tomahawk a sostegno dell'invasione iniziale. La nave e l'equipaggio furono successivamente insigniti del Navy Unit Commendation per il loro distinto servizio in azione.
Il 30 maggio 2007 la il Boise tornò a Norfolk dopo un dispiegamento dalla durata di sette mesi. Partecipò il 30 ottobre e transitò sotto il ghiaccio artico fino al Pacifico per iniziare quello che divenne un viaggio di quasi 37.000 miglia nautiche. Il sottomarino ad attacco rapido a propulsione nucleare completò un’ampia gamma di requisiti congiunti a sostegno della sicurezza nazionale nel Pacifico degli Stati Uniti e nelle aree di responsabilità del comando centrale prima di attraversare il Canale di Suez e tornare a casa attraverso il Mediterraneo e l’Atlantico per completare una circumnavigazione del globo. Il sottomarino fece scalo nei porti di Yokosuka, in Giappone; Porto di Apra, Guam; Singapore; Limassol, Cipro; e Tolone, Francia.
Il 19 giugno 2008 lo USS Boise salpò da Norfolk per eseguire uno schieramento programmato nell'area di responsabilità (AoR) della sesta flotta degli Stati Uniti. Il 23 dicembre il sottomarino tornò a casa dopo un periodo di navigazione durato sei mesi. In questo periodo eseguì esercitazioni con la marina spagnola, la marina francese, marina britannica e tedesca e partecipò ad operazioni di sicurezza marittima al largo della costa occidentale dell'Africa.
Il 16 luglio 2014 il Boise lasciò la base navale di Norfolk per eseguire uno schieramento programmato in Medio Oriente. Il 14 agosto, il sottomarino attraccò al General Cargo Terminal nel porto di Duqm, Oman, per una visita liberty di quattro giorni. Successivamente, dal 2 al 6 settembre, fece scalo nel porto Khalifa Bin Salman (KBSP) a Hidd, Bahrein. Il 23 dicembre, il sottomarino d'attacco di classe Los Angeles-Improved, fece scalo nella baia di Suda, Creta, per una visita al porto Liberty. Il 16 gennaio 2015 lo USS Boise tornò a Norfolk dopo un dispiegamento durato sei mesi. Il sottomarino in questo periodo percorse più di 37.000 miglia nautiche, facendo scalo anche a Jebel Ali, negli Emirati Arabi Uniti; Duqm, Oman; e Rota, Spagna.
Nel febbraio del 2017 il Boise non era più certificato per le immersioni poiché in attesa di un ciclo di manutenzione programmata a Norfolk. A causa della congestione e dei ritardi nei cantieri navali della Marina, era stato pianificato che il sottomarino avrebbe ricevuto la manutenzione presso un cantiere navale privato durante l'anno fiscale 2019. Tuttavia, a causa di ritardi imprevisti, entrò nel bacino di carenaggio solo all'inizio del 2021. La lunga attesa venne attribuita a un ritardo di dieci anni nelle capacità e agli inconvenienti logistici scoperti durante i lavori di ammodernamento e restauro effettuati sui sottomarini Helena e Columbus.